# Robert Fröhle
Robert Fröhle, född 27 november 1982, är en österrikisk alpin skidåkare.

## Meriter
- Paralympiska vinterspelen 2006 
  - Brons, Super-G sittande